# The Order (Band)
The Order ist eine Schweizer Hardrockband aus Bern, Basel und Zürich. 

## Geschichte
Die Band wurde 2005 von Bruno Spring (Gitarre), Mauro Casciero (Schlagzeug), Andrej Abplanalp (Bass) und Gianni Pontillo (Gesang) gegründet. The Order stand beim Hamburger Label Dockyard 1 unter Vertrag, wo sie drei Alben veröffentlicht haben. Spring, Casciero und Abplanalp haben in den letzten 20 Jahren in diversen Band zusammen gespielt, unter anderem bei der Basler Crossover-Band Gurd und beim Berner Metal-Combo Jerk. Sie spielten in der Besetzung von The Order schon Konzerte in der Schweiz, in Deutschland und in Italien und traten als Vorgruppe von Bands wie W.A.S.P., Shakra und Y&T auf. The Order werden oft nur als Nebenprojekt Giannis oder als Soloprojekt Brunos empfunden, was sich die Bandmitglieder selbst nicht erklären können, da sie The Order als eigenständige Band betrachten.
Gianni Pontillo war neben seinem Engagement bei The Order auch Sänger der Basler Gruppe Pure Inc. Ab 2012 ist er im Projekt Slädu & Friends dabei. Bruno Spring und Andrej Abplanalp waren in den 1990er Jahren einige Jahre mit der Industrial-Band Swamp Terrorists unterwegs. Diese war auch in Amerika, Japan und Brasilien erfolgreich und löste sich 1999 auf.
2011 arbeiteten The Order an ihrem vierten Album, was den Titel 1986 trägt, weil es nach Aussage des Gitarristen „genau so tönt“. Anfang März 2012 unterschrieben die Band einen weltweiten Plattenvertrag mit Massacre Records. Das Album mit dem Titel 1986 erschien am 27. Juli 2012 und schaffte es in die Schweizer Charts.
Am 6. Mai 2016 erschien "Rock 'n' Rumbel", der fünfte Longplayer der Schweizer. Wie schon mit "1986" hat sich das Quartett ganz dem Hardrock der 1980er-Jahre verschrieben.
Im Mai 2020 erschien mit "Supreme Hypocrisy" das sechste und bisher härteste Album der Band. Produziert wurde das Werk wiederum von V.O. Pulver in den Little Creek Studios. Das Album erreichte Platz 28 in den Schweizer Charts, die bisher höchste Chart-Platzierung für die Schweizer. Kurz nach der Veröffentlichung des Albums verliess Bassist Andrej die Band und wurde durch Alain Schwaller ersetzt. 

## Stil
The Order spielen klassischen Hardrock, der sich im Laufe der Zeit immer mehr in die Richtung der 1980er hineinverschoben hat.

## Diskografie

### Alben
- 2006: Son of Armageddon
- 2007: Metal Casino
- 2009: Rockwolf
- 2012: 1986
- 2016: Rock 'n' Rumble
- 2020: Supreme Hypocrisy
- 2021: Out of Order (EP)